# Вилијам Годвин
Вилијам Годвин (енгл. William Godwin; Висбех, 3. март 1756 — Лондон, 7. април 1836) био је енглески новинар, политички филозоф и романописац. Сматра се једним од првих фактора утилитаризма и првим модерним заговорником анархизма. Годвин је најпознатији по две књиге које је објавио у року од годину дана: Упитник о политичкој правди, који је био напад на политичке институције и Ствари какве јесу; или, Авантуре Кејлеба Вилијамса, рани мистериозни роман који напада аристократску привилегију. На основу успеха оба дела, Годвин се истакнуо у радикалним круговима Лондона 1790-их. Живописно је писао у жанровима романа, историји и демографији.
У конзервативној реакцији на британски радикализам, Годвин је нападнут, делом и због свог брака са феминистичком књижевницом, Мери Вулстонкрафт 1797. године и његове отворене биографије о њој после њене смрти од порођаја. Њихова ћерка, касније позната као Мери Шели, наставила је да пише Франкенштајна и удала се за песника Перси Биш Шелија. Са другом супругом, Мери Џејн Клермонт, Годвин је основао Библиотеку за малолетнике, омогућавајући породицама да пишу сопствена дела за децу (понекад користећи noms de plume ) и преводе и објављују многе друге књиге, неке од трајног значаја. Годвин је имао значајан утицај на британску књижевност и књижевну културу.

## Детињство, младост и образовање
Годвин је рођен у Висбеху на острву Ели, Кембриџшир, од оца Џона и мајке Ане Годвин. Годвинова породица са обе стране била је средња класа. Годвинови родитељи држали су се строгог облика калвинизма. Годвин је био седмо од  тринаесторо деце његових родитеља. Годвинова мајка потицала је из богате породице, али због лакомислености његовог ујака, породично богатство је пропадало. Срећом за породицу, њен отац је био успешан трговац који се бавио трговином Балтичког мора.  Годвинов отац, неконформистички министар у Гествику у Норфолку, умро је млад, и никада није добио љубав или много жаљења од стране свога сина; али упркос великим разликама у мишљењу, нежна наклоност увек је постојала између Вилијама Годвина и његове мајке, све до њене смрти у поодмаклој доби.
Вилијам Годвин се школовао за очеву професију на Хокстон Академији, где је студирао под надзором биографа Ендруа Киписа, и доктора Абрахама Риса из Киклопедије. Са једанаест година постао је једини ученик Самјуела Њутона, строгог хипер-калвинисте, који је био Сандеманац, ученик Роберта Сандемана. Годвин је касније Њутона окарактерисао као "прослављеног апостола на северној земљи, који је, након што је Келвин проклео деведесет девет од сто људи, смислио план за проклетство деведесет девет од стотину Калвинових следбеника." 
Потом је био министар у Вареу, Стоумаркету и Бикенсфилду. У Вареу је учење француских филозофа пред њега донео пријатељ, Џозеф Фокет, који је имао снажна републиканска мишљења. Годвин је дошао у Лондон 1782. године, још увек номинално као министар, да би његовом оловком обновио друштво - прави ентузијаст, који се никада није крио од закључака премиса које је поставио. Усвојио је принципе француских енциклопедиста, а његов сопствени циљ био је потпуно свргавање свих постојећих политичких, друштвених и верских институција. Веровао је, међутим, да је смирена дискусија једино што је потребно да поднесе сваку промену, па је од почетка до краја каријере обмануо сваки приступ насиљу.